# District 9
District 9 is een sciencefictionfilm en gedeeltelijk een mockumentary uit 2009 van regisseur Neill Blomkamp. Zowel hij als acteur Sharlto Copley debuteerden met de film, hoewel ze eerder werkten aan de korte film Alive in Joburg waarop District 9 is gebaseerd. Peter Jackson produceerde District 9, die beschouwd wordt als baanbrekend in het genre. De film is opgenomen in Soweto, Johannesburg.

## Verhaal
In 1982 strandt een buitenaards ruimteschip boven Johannesburg in Zuid-Afrika. Drie maanden lang blijft het schip echter gesloten. Onder grote internationale druk besluit de overheid aan boord te gaan en contact te zoeken met de wezens. Die blijken inmiddels vervuild en uitgehongerd te leven. Om humanitaire redenen worden ze naar de Aarde gehaald en in een vluchtelingenkamp geplaatst, genaamd District 9.
In het kamp ontstaan in de loop der jaren echter dezelfde problemen als in "gewone" vluchtelingenkampen. Criminaliteit en onrust zorgen ervoor dat het kamp wordt ommuurd en permanent bewaakt. De wezens, door de mensen denigrerend "Garnalen" genoemd, nemen de levensstijl van zwervers aan. Ze zoeken in menselijk afval naar waardevolle spullen en etensresten, met name kattenvoer, waaraan ze verslaafd raken. Nigeriaanse bendes maken hier gretig gebruik van. Ze ruilen wapens tegen kattenvoer, of verkopen kattenvoer tegen exorbitante prijzen. De Garnalen worden behandeld als lagere wezens en geheel conform de apartheid zo veel mogelijk gescheiden van de menselijke bevolking. Uiteindelijk leidt dit alles tot onlusten en wordt er een plan opgesteld om de Garnalen te herplaatsen.
De particuliere militaire uitvoerder Multi-National United (MNU) verzorgde reeds de bewaking van het kamp. Het bedrijf wordt nu ook ingezet om de herplaatsing te begeleiden. Wikus van de Merwe wordt hoofd van het team dat de Garnalen formulieren laat ondertekenen waarmee ze worden geïnformeerd over de uithuisplaatsing. Tijdens het uitvoeren van het plan komt hij echter in aanraking met een zwarte vloeistof. Hiervan wordt hij in eerste instantie ziek, maar in de loop van enkele dagen vinden er veranderingen op genetisch niveau plaats waardoor hij langzaamaan verandert in een buitenaards wezen. Doordat de wapens van de Garnalen slechts werken wanneer ze bediend worden door een Garnaal, wordt Van de Merwe bijzonder waardevol voor MNU. Het bedrijf heeft de vloeistof in beslag genomen. Van de Merwe wordt opgepakt, gemarteld en gebruikt bij vuurproeven. Wanneer hij ontsnapt, start het bedrijf een lastercampagne waardoor hij verstoten wordt. Van de Merwe heeft geen andere mogelijkheid dan vluchten naar District 9 en hulp zoeken bij de Garnalen en Nigeriaanse bendes die hij eerder juist op illegale handelingen moest controleren.
Daar de leider van de Nigerianen gelooft dat het eten van de Garnalen hem de krachten van die wezens geeft, is hij zeer geïnteresseerd in de deels gemuteerde Van de Merwe. Een poging van Van de Merwe om buitenaardse wapens te kopen bij de Nigerianen mislukt dan ook; hij loopt in de val. Hij steelt de wapens en vecht zich vrij. Weer op de vlucht voor MNU maar nu ook voor de Nigerianen, zoekt Van de Merwe een schuilplaats bij een Garnaal. Die blijkt de vloeistof te hebben gemaakt die Van de Merwe heeft geïnfecteerd. Onder de woning van de Garnaal is een transportschip verborgen dat de Garnaal al jaren aan de praat probeert te krijgen. Hier is de zwarte vloeistof voor nodig. Als de Garnaal beweert Van de Merwe te kunnen genezen met diezelfde vloeistof, besluit hij de Garnaal te helpen en de vloeistof terug te stelen waarvoor ze echter wel bij MNU moeten inbreken.
Tijdens de gewelddadige inbraak betreden Van de Merwe en de Garnaal de ruimtes waar Van de Merwe eerder werd gemarteld tijdens het onderzoek naar de buitenaardse wapens. Lijken van verschillende Garnalen liggen her en der verspreid, al dan niet in stukken. Van de Merwe is inmiddels bevriend geraakt met de Garnaal die hem tijdens de inbraak vergezelt, maar wanneer deze op het lijk stuit van een bevriende Garnaal raakt hij in de war. Van de Merwe moet het nu alleen opnemen tegen MNU's soldaten. Hij weet de Garnaal echter bij zinnen te brengen en gezamenlijk vechten ze zich weer naar buiten.
Eenmaal terug in District 9, stelt de Garnaal zijn prioriteiten bij na het zien van MNU's werkelijke bedoelingen met zijn volk. Hij wil zijn volk nu eerst helpen ontzetten om daarna pas Van de Merwe te helpen. Hierop krijgen de twee ruzie. Wanneer de soldaten van MNU aankomen bij de woning, vlucht Van de Merwe naar beneden waar het transportschip nog altijd ligt te wachten. De Garnaal wordt aangehouden door de soldaten maar weigert ze toegang tot de kelder te verschaffen. Ondertussen weet Van de Merwe het zoontje van de Garnaal ertoe te bewegen het ruimteschip te hacken. Van de Merwe neemt plaats op de bestuurdersstoel van het transportschip en staat op het punt naar het ruimteschip te vliegen, wanneer hij door luchtafweergeschut wordt neergehaald. Na een gevecht met de soldaten in een buitenaards exoskelet, raakt hij uiteindelijk gewond. De Garnaal die inmiddels aan zijn belagers heeft weten te ontkomen, vlucht naar het kapotte transportschip. Zijn zoontje activeert een energieveld dat het transportschip naar het ruimteschip trekt.
De Garnaal vertrekt samen met zijn zoontje in het ruimteschip naar zijn eigen planeet, om hulp te halen. Van de Merwe ontsnapt en verandert volledig in een buitenaards wezen. Hij laat zelfgemaakte cadeaus achter bij zijn vrouw, die de cadeaus als kenmerk van Van de Merwe ziet maar weigert te geloven dat hij nog in leven is.

## Rolverdeling
| Acteur          | Personage            | Opmerkingen |
| --------------- | -------------------- | ----------- |
| Sharlto Copley  | Wikus van de Merwe   | Hoofdrol    |
| Jason Cope      | Grey Bradnam         |             |
| Nathalie Boltt  | Sarah Livingstone    |             |
| Sylvaine Strike | Dr. Katrina McKenzie |             |

## Achtergrond
De titel is een verwijzing naar District 6, een township waar gedurende de apartheid zwarten op sociaal en maatschappelijk vlak werden gescheiden van de Afrikaners. De film heeft xenofobie en rassensegregatie als hoofdthema's. Multi-National United (MNU) is de typische grote organisatie welke het niet te nauw neemt met het welzijn van in dit geval de buitenaardse wezens en slechts handelt uit winstbejag.

## Ontvangst
District 9 werd wereldwijd zowel door critici als het grote publiek zeer positief ontvangen. Met name de voor Zuid-Afrika zo kenmerkende hoofdthema's in een sciencefictionomgeving werden zeer gewaardeerd. Desondanks was er enige kritiek op enkele clichématige elementen in het verhaal. De documentairestijl wist niet iedereen te waarderen. De Nigeriaanse overheid voelde zich zwaar beledigd over het feit dat het Nigerianen waren die de rol van criminelen kregen toebedeeld.
In Zuid-Afrika trok de film vijf keer meer bezoekers dan het eveneens uit dat land afkomstige Tsotsi.

## Prijzen en nominaties

### Academy Awards

#### Genomineerd
- Best Motion Picture of the Year
- Best Writing, Screenplay Based on Material Previously Produced or Published
- Best Achievement in Editing
- Best Achievement in Visual Effects

### Golden Globes

#### Genomineerd
- Best Screenplay - Motion Picture

### BAFTA Awards

#### Genomineerd
- Best Director
- Best Cinematography
- Best Editing
- Best Sound
- Best Screenplay - Adapted
- Best Visual Effects
- Best Production Design